# Nam Đại Dương

Nam Đại Dương theo mô tả trong dự thảo ấn bản thứ tư tài liệu Giới hạn của biển và đại dương của Tổ chức Thủy văn Quốc tế (2002)

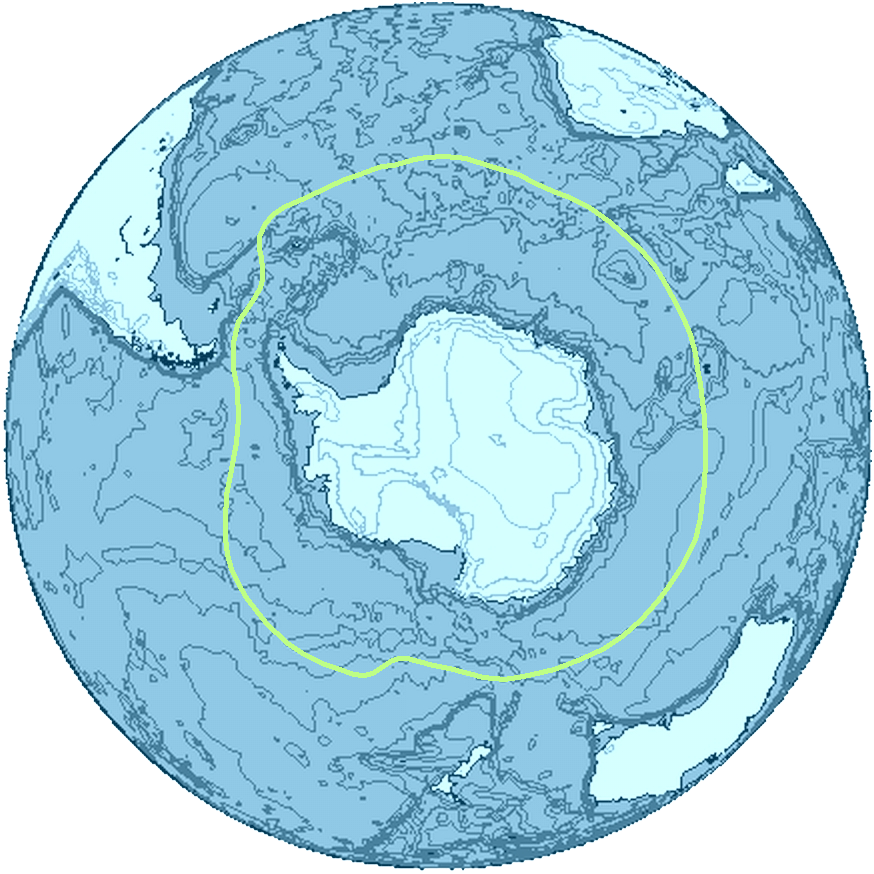
Đới hội tụ Nam Cực (đường màu vàng xanh) đôi khi được các nhà khoa học sử dụng làm ranh giới phân định Nam Đại Dương.

Nam Đại Dương (Tiếng Anh: Southern Ocean) còn gọi là Nam Băng Dương là đại dương nhỏ nằm xa nhất về phía nam của đại dương thế giới, nhìn chung nó nằm ở phía nam vĩ tuyến 60°S và bao quanh châu Nam Cực. Với chiều rộng 20,3 triệu km2, tương đương với diện tích của Nga và Ấn Độ cộng lại. Bờ biển kéo dài gần 18.000 km.- Đây là đại dương lớn thứ tư trong số năm đại dương trên Trái Đất, lớn hơn Bắc Băng Dương và nhỏ hơn Thái Bình Dương, Đại Tây Dương, Ấn Độ Dương. Đới đại dương nơi đây có sự pha trộn của dòng chảy lạnh về phía bắc từ vùng Nam Cực và dòng chảy ấm hơn của vùng cận Nam Cực. Các nhà lập bản đồ của Hiệp hội Địa lý Quốc gia Hoa Kỳ chính thức công nhận đại dương này kể từ ngày 8/6/2021.
Thuyền trưởng James Cook bằng chuyến hành trình của mình vào thập niên 1770 đã chứng minh vùng cực Nam của địa cầu có nước bao quanh. Kể từ đó, các nhà địa lý đã không chấp nhận ranh giới phía bắc của Nam Đại Dương hoặc thậm chí là sự tồn tại của đại dương này; thay vào đó họ nhận định nó là một phần của Thái Bình Dương, Đại Tây Dương và Ấn Độ Dương. Cách nhìn nhận này vẫn là chính sách chính thức hiện tại của Tổ chức Thủy văn Quốc tế (IHO) bởi đợt sửa đổi năm 2000 về những định nghĩa bao gồm Nam Đại Dương là vùng nước nằm phía nam vĩ tuyến 60°N vẫn chưa được thông qua. Một số ý kiến khác cho rằng đới hội tụ Nam Cực biến động theo mùa là ranh giới tự nhiên của Nam Đại Dương.

## Định nghĩa và sử dụng
Trước thời điểm Hội Thủy văn Quốc tế (IHB), tiền thân của IHO, nhóm họp hội nghị quốc tế đầu tiên vào ngày 24 tháng 7 năm 1919, ranh giới cũng như tên gọi của các biển và đại dương chưa đạt đồng thuận trên bình diện quốc tế. Sau đó IHO đã công bố những điều này trong tài liệu Giới hạn của biển và đại dương (Limits of Oceans and Seas) với ấn bản đầu tiên năm 1928. Kể từ ấn bản này, ranh giới phía Bắc của Nam Đại Dương đã dịch chuyển dần xuống phía Nam; tới năm 1953 thì nó đã không còn được công bố chính thức và các cơ quan thủy văn địa phương được quyền tự quyết giới hạn của riêng mình. Trong đợt sửa đổi năm 2000, IHO công nhận đại dương này và định nghĩa nó là vùng nước phía nam vĩ tuyến 60°N, tuy nhiên điều này lại không chính thức được thông qua bởi sự bế tắc trong những vấn đề khác như là những tranh cãi liên quan tới tên gọi biển Nhật Bản. Dù vậy định nghĩa của IHO năm 2000 đã lưu hành trong ấn bản dự thảo năm 2002 và được một số tổ chức trong và ngoài IHO sử dụng ví dụ như Cơ quan Tình báo Trung ương Mỹ, và Merriam-Webster, một công ty chuyên xuất bản từ điển. Giới chức Úc nhận định vị trí của Nam Đại Dương là nằm ngay phía Nam nước Úc.
Nhân Ngày Đại dương Thế giới, Hội Địa lý Quốc gia Hoa Kỳ đã chính thức công nhận đại dương này vào ngày mùng 8 tháng 6 năm 2021. Trước đó, họ đã mô tả nó (nếu có) bằng kiểu chữ khác so với các đại dương còn lại và thể hiện Thái Bình Dương, Đại Tây Dương và Ấn Độ Dương mở rộng đến châu Nam Cực cả trên bản đồ in và trực tuyến. Hema Maps và GeoNova là hai trong số các nhà xuất bản bản đồ có sử dụng thuật ngữ Nam Đại Dương.

Những phác họa của Tổ chức Thủy văn Quốc tế cho thấy ranh giới phía bắc của Nam Đại Dương đã dịch chuyển đều đặn xuống phía nam kể từ ấn bản đầu của tài liệu Giới hạn của biển và đại dương năm 1928. Úc vẫn tiếp tục nhận định Nam Đại Dương xuất phát từ đường bờ biển phía nam nước này. Giới hạn năm 1953 là của Anh theo mô tả trong ấn bản thứ ba. Một số ý kiến khác tiếp tục xem đới hội tụ Nam Cực (đường màu cam) là ranh giới tự nhiên của Nam Đại Dương.

### Các định nghĩa trước thế kỷ 20
"Nam Đại Dương" hay "Nam Băng Dương" (Đại dương băng phía Nam) là một cái tên lỗi thời của phía Nam Thái Bình Dương. Vasco Núñez de Balboa, người châu Âu đầu tiên quan sát Thái Bình Dương, là tác giả tên gọi do ông tiếp cận đại dương này từ phía Bắc. "Biển phía Nam" (hay biển phương Nam) là một tên đồng nghĩa ít cổ xưa hơn. Một đạo luật của Quốc hội Anh năm 1745 đã lập ra một giải thưởng cho chuyến khám phá từ Hành lang Tây Bắc tới "Đại dương phía Tây và Nam của châu Mỹ".
Các tác giả sử dụng thuật ngữ "Nam Đại Dương" để đặt tên cho vùng nước bao quanh vùng cực Nam còn bí ẩn áp dụng những giới hạn khác nhau. Những tường thuật về cuộc hành trình thứ hai của James Cook ngụ ý New Caledonia tiếp giáp với đại dương này. Từ điển Địa lý của Peacock năm 1795 thì mô tả nó nằm "về phía Nam châu Mỹ và châu Phi". Vào năm 1796 John Payne đã lấy vĩ tuyến 40 làm giới hạn phía Bắc; còn cuốn Edinburgh Gazeteer năm 1927 thì dùng vĩ tuyến 50. Trong tác phẩm Family Magazine năm 1835, "Đại dương phía Nam Lớn" được phân thành "Đại dương phía Nam" (Nam Đại Dương) và "Đại Dương Antarctick [sic]" dọc theo vòng Nam Cực với giới hạn phía Bắc của Nam Đại Dương là đường nối liền mũi Sừng, mũi Hảo Vọng, vùng đất Van Diemen (Tasmania ngày nay) và miền Nam New Zealand.
Đạo luật Nam Úc năm 1834 của Vương quốc Anh đã mô tả vùng nước nằm dưới giới hạn phía Nam của thuộc địa mới Nam Úc là "Nam Đại Dương". Luật Hội đồng Lập pháp của thuộc địa Victoria năm 1881 phân định một phần của phân khu Bairnsdale là "dọc từ biên giới với New South Wales tới Nam Đại Dương".

### Mô tả năm 1928

Ấn bản thứ nhất năm 1928 của tài liệu Giới hạn của biển và đại dương. Theo phác họa của IHO trong hình thì Nam Đại Dương tiếp giáp với [vùng cực Nam của] các đại lục.

Trong ấn bản đầu tiên năm 1928 của tài liệu "Giới hạn của biển và đại dương", những vùng đất giới hạn Nam Đại Dương là: Nam Mỹ, châu Phi, Australia, đảo Broughton, New Zealand ở phía Bắc và châu Nam Cực ở phía Nam.
Cụ thể, ranh giới phía Bắc chạy từ mũi Sừng ở Nam Mỹ theo hướng Đông qua mũi Agulhas ở châu Phi, mũi Leeuwin ở Tây Úc, dọc đường bờ biển phía Nam lục địa Úc tới mũi Otway thuộc tiểu bang Victoria, rồi xuống phía Nam vượt qua eo biển Bass tới mũi Wickham ở đảo King, sau đó chạy dọc đường bờ biển phía Tây đảo King tới mũi Grim, Tasmania. Tiếp theo giới hạn đi theo đường bờ biển phía Tây Tasmania hướng xuống phía Nam tới mũi Đông Nam, rồi chuyển hướng Đông tới đảo Broughton, New Zealand trước khi quay trở lại mũi Sừng.

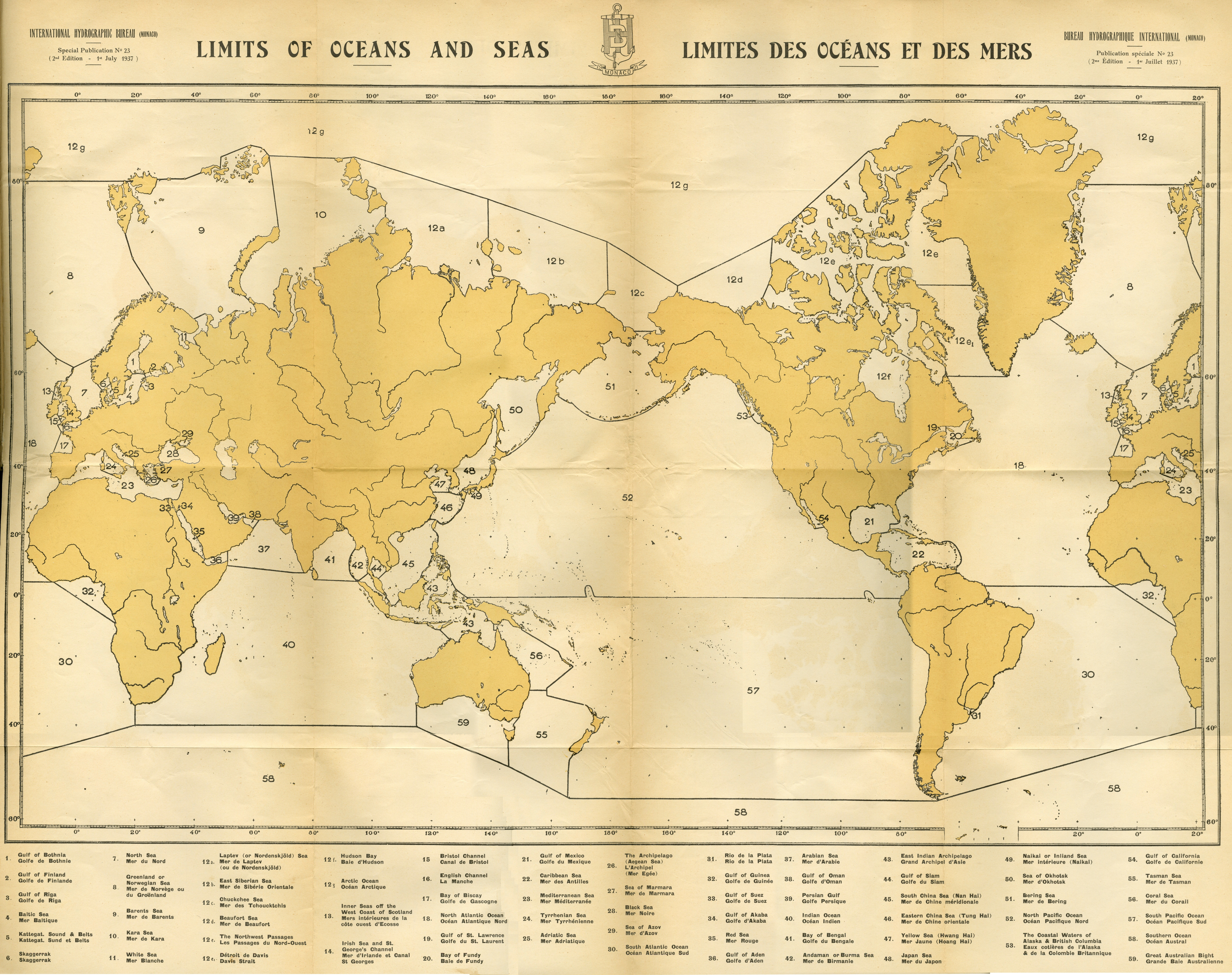
Ấn bản thứ hai năm 1937 của tài liệu Giới hạn của biển và đại dương cho thấy đường phác họa ranh giới phía bắc Nam Đại Dương của IHO đã dịch xuống phía nam so với ấn bản đầu tiên.

### Mô tả năm 1937
Trong ấn bản năm 1937 của tài liệu Giới hạn của biển và đại dương, giới hạn phía Bắc của Nam Đại Dương đã dịch chuyển xuống phía Nam và đa phần không còn tiếp giáp với các đại lục.
Ở ấn bản thứ hai, Nam Đại Dương mở rộng từ châu Nam Cực lên phía Bắc tới vĩ tuyến 40°N trong khoảng từ mũi Agulhas ở châu Phi (kinh tuyến 20°) đến mũi Leeuwin ở Tây Úc (115°Đ); còn ở khoảng từ đảo Auckland, New Zealand (165 hay 166°Đ) tới mũi Sừng ở Nam Mỹ (67°T), Nam Đại Dương mở rộng đến vĩ tuyến 55°N.

### Mô tả năm 1953
Trong ấn bản thứ ba năm 1953 không có sự xuất hiện của Nam Đại Dương kèm theo một ghi chú như sau (tạm dịch):
Nam Cực Dương (Antarctic Ocean), Nam Đại Dương (Southern Ocean) hay Nam Băng Dương đã bị loại ra khỏi tài liệu này bởi phần đông ý kiến nhận được kể từ lần phát hành ấn bản thứ hai năm 1937 cho rằng không tồn tại lý lẽ thực tế để áp dụng thuật ngữ "đại dương" cho vùng nước này, ranh giới phía bắc của nó là khó xác định do sự biến đổi theo mùa. Bởi vậy giới hạn của Thái Bình Dương, Đại Tây Dương và Ấn Độ Dương mở rộng xuống phía nam tới lục địa Nam Cực.
Do đó, những cơ quan thủy văn phát hành tài liệu riêng về khu vực này được quyền tự quyết giới hạn phía bắc của riêng mình (Anh sử dụng vĩ tuyến 55° Nam.)

Như vậy, trong tài liệu năm 1953 của IHO, Đại Tây Dương, Ấn Độ Dương và Thái Bình Dương mở rộng thêm xuống phía Nam. Những điểm mới khác là Ấn Độ Dương và Thái Bình Dương tiếp giáp nhau tại kinh tuyến đi qua mũi Đông Nam (~ 147°Đ) và giới hạn phía Nam của Vịnh Đại Úc và biển Tasman dịch lên phía Bắc.

### Mô tả (dự thảo) năm 2002

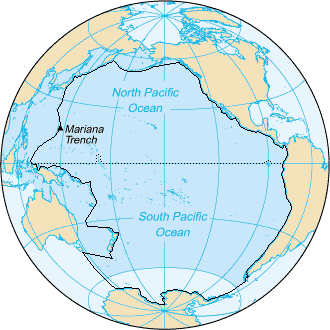
Trên hình, đường màu đen biểu thị ranh giới của Thái Bình Dương theo IHO trước năm 2002, còn vùng màu xanh đậm là giới hạn không chính thức hiện tại. Sự khác biệt là phần diện tích chênh lệch là các biển mà trước năm 2002 không được IHO coi là một phần của Thái Bình Dương.

Sau một quãng thời gian dài, tới năm 2000 IHO lật lại vấn đề Nam Đại Dương với một cuộc khảo sát. Có 28 trong tống số 68 nước thành viên hưởng ứng và tất cả đều đồng ý định nghĩa lại đại dương này ngoại trừ Argentina, phản ánh tầm quan trọng của các dòng hải lưu mà các nhà hải dương học đã đặt ra. Đề xuất tên gọi Southern Ocean (Nam Đại Dương) giành phần thắng với 18 phiếu, nhiều hơn Antarctic Ocean (Nam Cực Dương). Một nửa số phiếu ủng hộ định nghĩa giới hạn phía bắc của đại dương là tại vĩ tuyến 60°N (vĩ tuyến này không đi qua vùng đất nào); nửa còn lại thiên về những định nghĩa khác, đa phần chọn vĩ tuyến 50°N, số ít thì xa hơn về phía bắc lấy vĩ tuyến 35°N.
Dự thảo ấn bản thứ tư tài liệu Giới hạn của biển và đại dương đã lưu hành tới các nước thành viên của IHO trong tháng 8 năm 2002 (đôi khi ấn bản này được gọi là "ấn bản 2000"). Tuy nhiên tài liệu này chưa được công bố do mối quan ngại của một số nước liên quan tới các vấn đề tên gọi của các khu vực trên thế giới, chủ yếu là tranh cãi về tên gọi biển Nhật Bản, và ngoài ra còn có những thay đổi khác, 60 biến được đặt tên mới và ngay cả tên của tài liệu cũng đã thay đổi. Australia thể hiện sự dè dặt với giới hạn của Nam Đại Dương. Về mặt chính thức thì ấn bản thứ ba vẫn chưa được thay thế.
Dù vậy, định nghĩa trong ấn bản thứ tư đã được nhiều quốc gia, nhà khoa học và tổ chức như Cơ quan Tình báo Trung ương Mỹ và Merriam-Webster sử dụng. Một số cơ quan thủy văn các nước tự chọn giới hạn cho riêng mình, ví dụ như Vương quốc Anh lấy vĩ tuyến 55°N. Các tổ chức khác ưa giới hạn xa hơn về phía bắc.
Encyclopædia Britannica mô tả Nam Đại Dương mở rộng lên phía bắc tới Nam Mỹ và coi đới hội tụ Nam Cực có ý nghĩa to lớn; thế nhưng tài liệu này cũng lại mô tả Ấn Độ Dương mở rộng về phía nam tới lục địa Nam Cực, một sự mâu thuẫn.
Vài nguồn khác như Hiệp hội Địa lý Quốc gia Hoa Kỳ thể hiện Đại Tây Dương, Thái Bình Dương, và Ấn Độ Dương mở rộng tới lục địa Nam Cực trên bản đồ, dù cho những bài viết trên trang web của hiệp hội đã bắt đầu nhắc đến tên gọi Nam Đại Dương.
Ở Úc (hay Australia), những chuyên gia bản đồ định nghĩa Nam Đại Dương bao gồm toàn bộ vùng nước nằm giữa châu Nam Cực và đường bờ biển phía nam Australia và New Zealand. Mô tả này về cơ bản là giống với ấn bản đầu tiên tài liệu của IHO và cũng có thể xem là giống ấn bản thứ hai; ở ấn bản thứ hai Vịnh Đại Úc được mô tả là thực thể địa lý nằm giữa đường bờ biển Australia và Nam Đại Dương. Trên bản đồ duyên hải Tasmania và Nam Úc, phần biển được gán cho tên gọi Nam Đại Dương, trong khi mũi Leeuwin ở Tây Úc được xem là điểm mà tại đó Ấn Độ Dương và Nam Đại Dương tiếp xúc nhau.
Trong ấn bản dự thảo 2002 có một thay đổi căn bản so với các ấn bản 1928-1953, đó là việc IHO mô tả 'biển' là một phân vùng nằm trong ranh giới của 'đại dương'. Thay đổi này của IHO dẫn tới sự thống nhất nguyên tắc biển nằm trong đại dương mà một số tài liệu trước đó đã thông qua áp dụng (như là World Fact Book của CIA). Một ví dụ, biển Tasman nằm giữa Australia và New Zealand đã được IHO xem là một phần của Thái Bình Dương kể từ ấn bản dự thảo 2002, còn trước đó thì không.
Việc nhìn nhận biển là phân vùng của đại dương giúp tránh được sự cần thiết phải làm gián đoạn ranh giới phía bắc của Nam Đại Dương tại eo biển Drake và biển Scotia, những vùng nước mở rộng xuống dưới vĩ tuyến 60°N. Điều này cũng đồng nghĩa với việc các biển đã được đặt tên từ lâu xung quanh châu Nam Cực sẽ tự động là một phần của Nam Đại Dương (những biển này bị loại bỏ trong ấn bản năm 1953).

## Lịch sử thám hiểm

### Các cuộc thám hiểm vùng Nam Cực

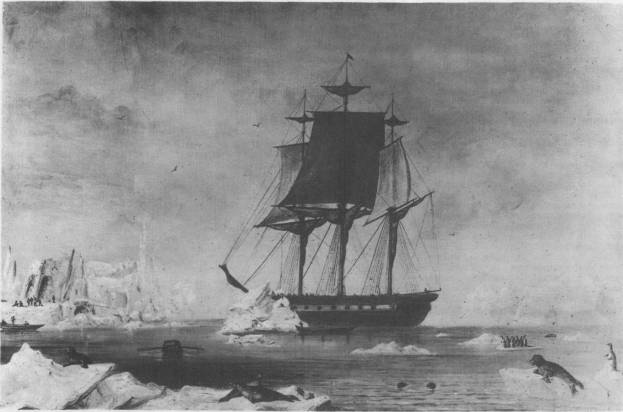
USS Vincennes tại Vịnh Disappointment, châu Nam Cực, đầu năm 1840.

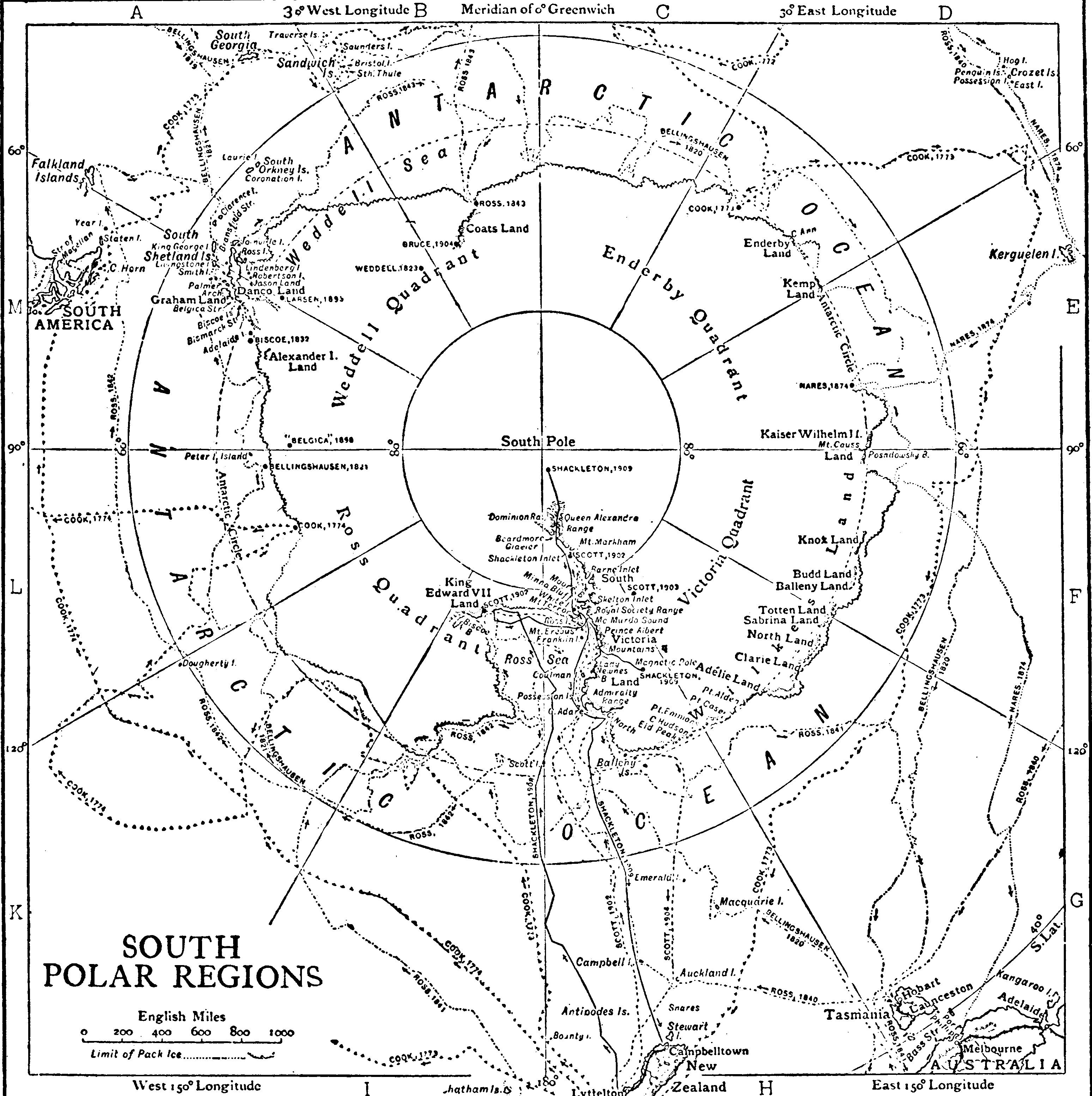
Bản đồ thám hiểm vùng cực Nam năm 1911

Vào tháng 12 năm 1839, một đoàn thám hiểm gồm tàu chiến USS Vincennes  và USS Peacock , thuyền buồm USS Porpoise  (brig: thuyền hai cột buồm), Relief (full-rigged ship: thuyền ba cột buồm trở lên), Sea Gull và USS Flying Fish  (schooner: thuyền buồm dọc), đã khởi hành từ Sydney, Australia như một phần kế hoạch thám hiểm của Mỹ được sự chỉ đạo của hải quân nước này (đôi khi còn gọi là "cuộc thám hiểm Wilkes"). Đoàn thuyền tiến vào Nam Đại Dương, hay khi đó gọi là đại dương Nam Cực, và thông báo về việc khám phá "lục địa Nam Cực phía tây quần đảo Balleny" vào ngày 25 tháng 1 năm 1840. Phần châu Nam Cực đó về sau đã được đặt tên là "Vùng đất Wilkes" và tên gọi này vẫn còn duy trì cho tới ngày nay.
Nhà thám hiểm James Clark Ross đã di chuyển qua vùng biển mà ngày nay được biết đến với tên gọi biển Ross và khám phá ra đảo Ross vào năm 1841 (cả biển và đảo đều đặt theo tên nhân vật này). Ông đã đi dọc theo một bức tường băng khổng lồ mà về sau được gọi là thềm băng Ross. Các ngọn núi Erebus và Terror được đặt theo tên của hai chiếc thuyền trong chuyến thám hiểm của ông: HMS Erebus và Terror.

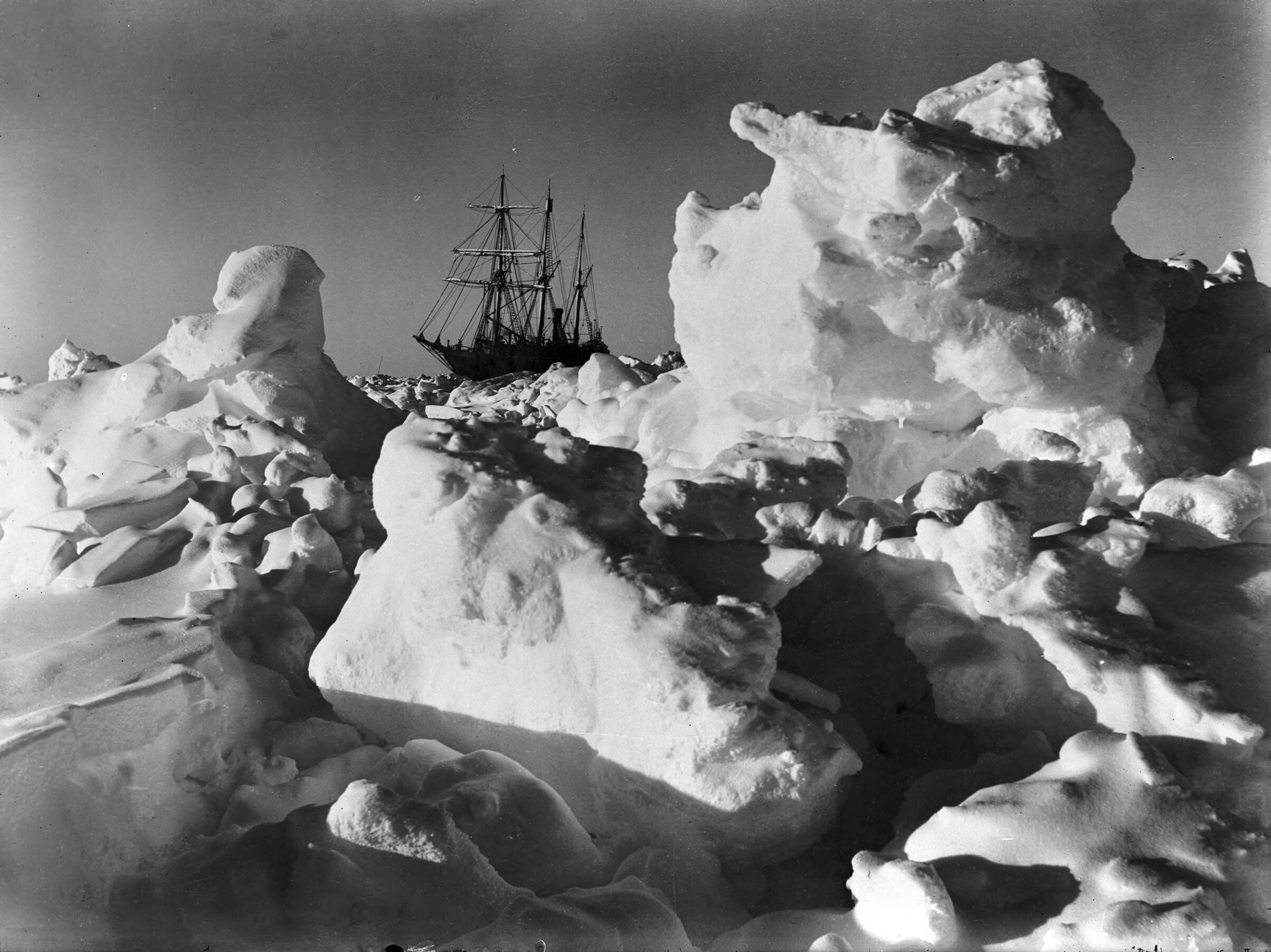
Endurance kẹt giữa những khối băng, Thư viện quốc gia Úc.

Cuộc thám hiểm Endurance năm 1914 do Ernest Shackleton dẫn đầu có mục tiêu vượt lục địa Nam Cực qua điểm cực Nam, nhưng con tàu Endurance của đoàn đã bị mắc kẹt và ép vỡ bởi những khối băng trước cả khi họ đổ bộ lên đất liền. Sau chuyến hành trình tới đảo Elephant, Shackleton và năm người khác đã vượt Nam Đại Dương bằng một chiếc thuyền gọi là James Caird và họ đã tới được Nam Georgia.
Vào năm 1946, chuẩn đô đốc hải quân Hoa Kỳ Richard Evelyn Byrd và hơn 4.700 quân nhân đã tới vùng Nam Cực trong một chuyến viễn chinh được gọi là Chiến dịch Highjump. Dù chuyến đi được thông báo tới công chúng là sứ mệnh khoa học, những chi tiết đã được giữ bí mật và có thể trên thực tế đây là một cuộc huấn luyện hoặc sát hạch quân sự. Số trang thiết bị quân sự là nhiều bất thường, gồm một tàu sân bay, một số lượng tàu ngầm, tàu hỗ trợ, lính xung kích và xe quân sự. Chuyến đi dự kiến kéo dài tám tháng nhưng đã bất ngờ kết thúc chỉ sau hai tháng. Không có lời giải thích thực sự nào cho việc kết thúc sớm được chính thức đưa ra.
Thuyền trưởng Finn Ronne, cán bộ điều hành của Byrd, đã quay trở lại châu Nam Cực trong chuyến viễn chinh vào năm 1947-1948 với sự hỗ trợ của hải quân, ba máy bay, và những chú chó. Phần lớn vùng đất Palmer và đường bờ biển Weddell đã được khám phá và vẽ bản đồ nhờ chuyến đi cùng việc nhận dạng thềm băng Ronne. Ronne đã di chuyển quãng đường 3.600 dặm bằng ván trượt và xe chó kéo, nhiều hơn bất kỳ nhà thám hiểm nào khác trong lịch sử. Cuộc thám hiểm nghiên cứu vùng Nam Cực Ronne (RARE) đã khám phá đường bờ biển chưa được biết đến cuối cùng trên thế giới và là chuyến thám hiểm vùng Nam Cực đầu tiên có nữ giới tham gia.

### Lịch sử gần đây

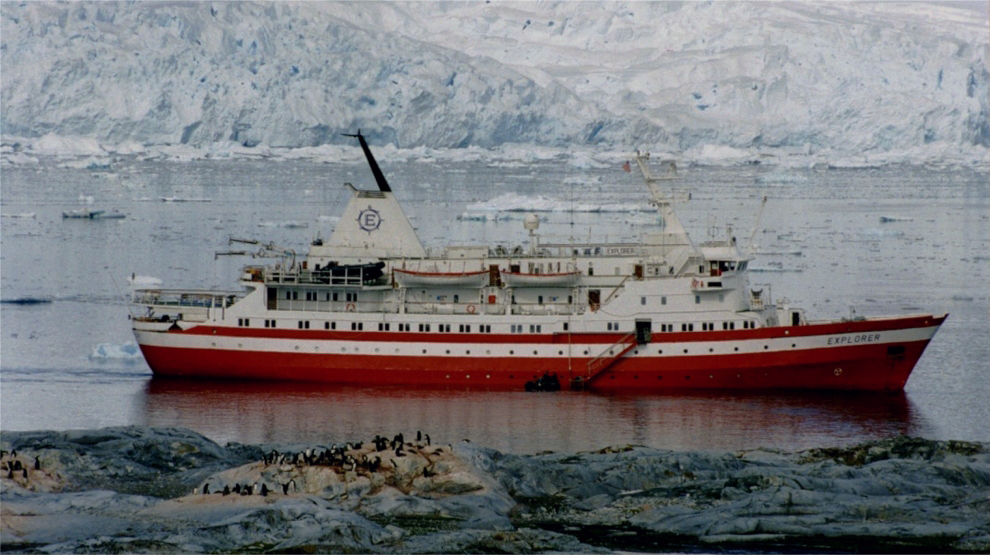
Explorer tại châu Nam Cực trong tháng 1 năm 1999. Con tàu này đã bị chìm vào ngày 23 tháng 11 năm 2007 sau khi va phải băng trôi.

Hiệp ước Nam Cực được ký vào ngày 1 tháng 12 năm 1959 và bắt đầu có hiệu lực từ ngày 23 tháng 6 năm 1961. Các điều khoản của hiệp ước hạn chế hoạt động quân sự ở vùng Nam Cực nhằm hỗ trợ nghiên cứu khoa học.
Người đầu tiên vượt biển tới châu Nam Cực một mình là David Henry Lewis người New Zealand vào năm 1972. Phương tiện của Lewis là một chiếc thuyền buồm sắt có tên Ice Bird.
Emilio Marcos de Palma sinh gần vịnh Hope vào ngày 7 tháng 1 năm 1978 là người đầu tiên sinh ra ở lục địa Nam Cực đồng thời là người sinh tại địa điểm xa về phía nam nhất trong lịch sử.
Explorer là một chiếc tàu du lịch vận hành bởi nhà thám hiểm người Thụy Điển Lars-Eric Lindblad. Cuộc hành trình tới châu Nam Cực của Explorer năm 1969 được xem như tiên phong cho ngành du lịch biển tại khu vực này hiện nay. Đây là tàu du lịch đầu tiên được thiết kế để di chuyển trên vùng nước băng giá của Nam Đại Dương và cũng là con tàu đầu tiên chìm tại đại dương này sau khi va phải một vật thể chìm không xác định (theo báo cáo là băng) vào ngày 23 tháng 11 năm 2007. Chiếc tàu đã bị bỏ lại tại vùng biển gần quần đảo Nam Shetland, khu vực thường giông tố nhưng khi đó thời tiết là đẹp. Hải quân Chile xác nhận tàu chìm tại tọa độ xấp xỉ 62° 24′ Nam, 57° 16′ Tây, ở độ sâu khoảng 600 m.. Không có nạn nhân thiệt mạng trong vụ tai nạn.

## Địa lý
Là đại dương trẻ nhất về mặt địa chất, Nam Đại Dương hình thành khi châu Nam Cực và Nam Mỹ tách xa nhau, mở ra eo biển Drake vào khoảng 30 triệu năm trước. Sự ngăn cách giữa các lục địa cho phép hải lưu vòng Nam Cực hình thành.
Với giới hạn phía bắc tại vĩ tuyến 60°N, Nam Đại Dương không tiếp giáp với lục địa nào ở phía bắc, thay vào đó là ba đại dương Ấn Độ Dương, Thái Bình Dương và Đại Tây Dương.
Một lý do để nhận định Nam Đại Dương là một đại dương tách biệt xuất phát từ thực tế hầu khắp phần nước của nó ngăn cách với phần nước của các đại dương khác. Nước dịch chuyển xung quanh Nam Đại Dương với tốc độ khá nhanh do hải lưu vòng Nam Cực tồn tại quanh châu Nam Cực. Vùng nước Nam Đại Dương phía nam New Zealand giống với vùng nước phía nam Nam Mỹ hơn là vùng nước ở Thái Bình Dương.
Nam Đại Dương là một đại dương sâu. Hầu khắp đại dương có độ sâu từ 4.000 đến 5.000 m (13.000 đến 16.000 ft) và chỉ có một số ít nơi là nước nông. Điểm sâu nhất của đại dương nằm tại đoạn cuối của rãnh Nam Sandwich; tọa độ 60°00'N, 024°T với độ sâu 7,236 m (23,74 ft). Thềm lục địa Nam Cực nhìn chung là hẹp và sâu bất thường. Rìa của nó nằm tại độ sâu 800 m (2.600 ft), độ sâu trung bình là 500 m (1.600 ft) trong khi trung bình toàn cầu chỉ khoảng 100 m (330 ft).
Vào tháng 3, băng bao phủ một diện tích tối thiểu 2,6 triệu km² quanh lục địa Nam Cực, đến tháng chín con số này tăng lên tối đa 18,8 triệu (km²), gấp hơn 7 lần. Diện tích băng biển biến động chủ yếu là do mùa.

### Các phân vùng của Nam Đại Dương
Phân vùng của đại dương là những vùng đặc trưng về mặt địa lý như "biển", "eo biển", "vịnh", "kênh nước". Nam Đại Dương có nhiều phân vùng được định nghĩa trong dự thảo ấn bản thứ tư tài liệu Giới hạn của biển và đại dương năm 2002 của IHO, theo chiều kim đồng hồ quanh châu Nam Cực gồm có (trong ngoặc là số đồ thị của IHO) biển Weddell (10.1), biển Lazarev (10.2), biển Riiser-Larsen (10.3), biển Cosmonauts (10.4), biển Cooperation (10.5), biển Davis (10.6), vịnh Tryoshinikova (10.6.1), biển Mawson (10.7), biển Dumont D'Urville (10.8), biển Somov (10.9), biển Ross (10.10), eo biển McMurdo (10.10.1), biển Amundsen (10.11), biển Bellingshausen (10.12), một phần eo biển Drake (10.13), eo biển Bransfield (10.14) và một phần biển Scotia (4.2). Một số biển không được tính trong tài liệu năm 1953 của IHO như "biển Consmonauts", "biển Cooperation", và "biển Somov" đã có mặt vì đa phần các biển này được đặt tên từ năm 1962 trở về sau. Vài tổ chức địa lý và atlas hàng đầu không áp dụng ba cái tên này, như ấn bản thứ 10 World Atlas 2014 của Hiệp hội Địa lý Quốc gia Mỹ và ấn bản thứ 12 Times Atlas of the World 2014 của Anh; tuy nhiên các bản đồ của Nga và Liên Xô thì có sử dụng.

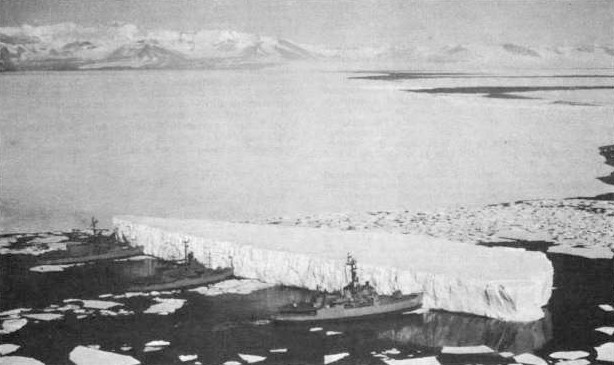
Các tàu,, và đang đẩy một tảng băng trôi ra khỏi kênh nước gần trạm McMurdo, châu Nam Cực, 1965

### Tài nguyên thiên nhiên

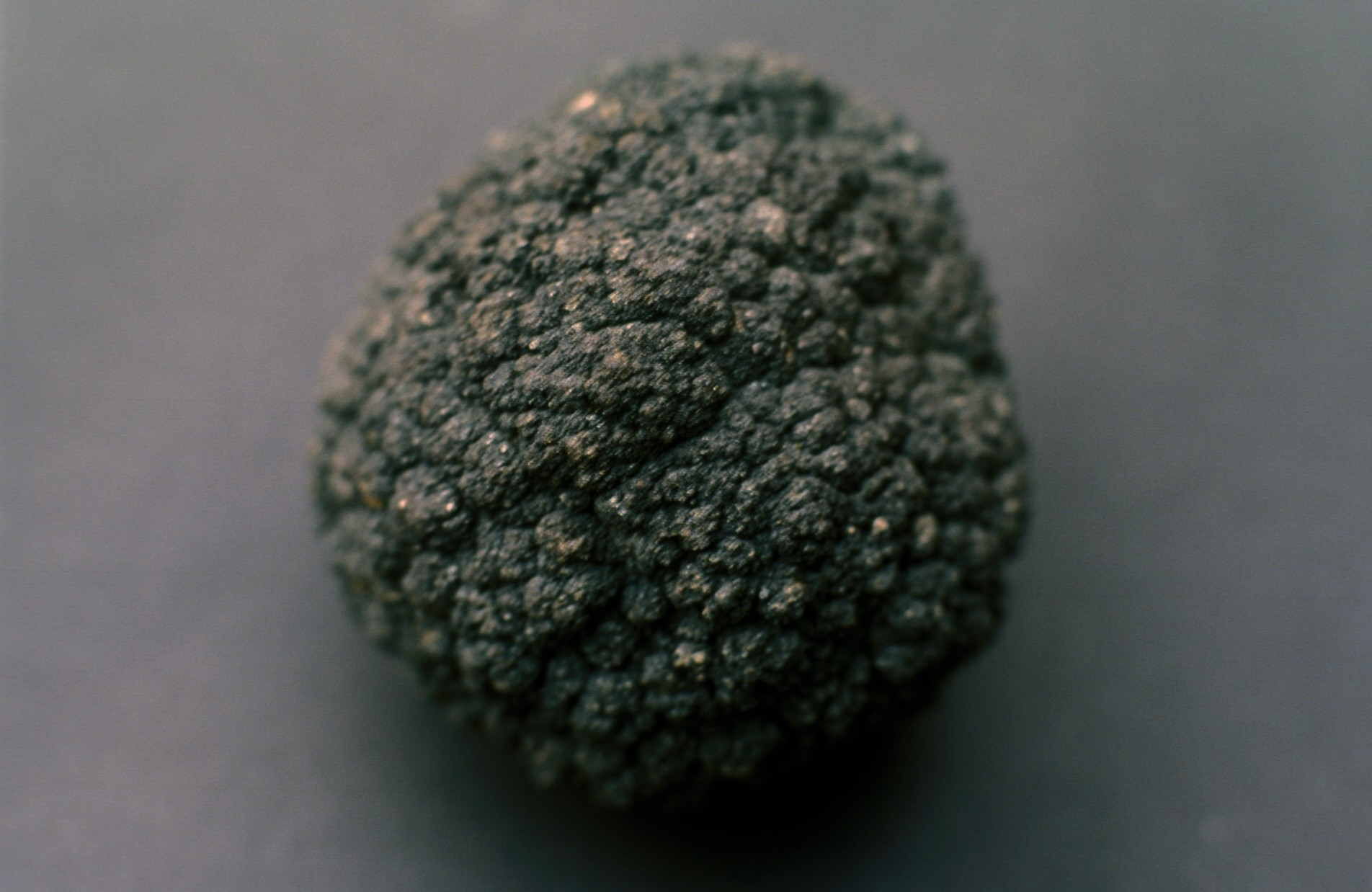
Hòn mangan

Nam Đại Dương hầu như chắc chắn chứa một lượng lớn, có thể là khổng lồ, các mỏ dầu và khí thiên nhiên ở rìa lục địa. Sa khoáng – sự tích tụ các khoáng vật có giá trị như vàng, và hòn mangan được dự kiến hiện hữu ở Nam Đại Dương.
Các tảng băng trôi hình thành mỗi năm trên Nam Đại Dương chứa đủ lượng nước ngọt đáp ứng nhu cầu của toàn bộ con người trên Trái Đất trong vài năm. Trong nhiều thập kỷ đã có những đề xuất kéo những tảng băng trôi ở Nam Đại Dương đến những vùng phương Bắc khô cằn (như Úc) để khai thác, nhưng chưa thực hiện được hoặc không thành công.

### Nguy hiểm tự nhiên
Băng trôi có thể xuất hiện vào bất kỳ thời điểm nào trong năm trên khắp đại dương với một số tảng băng có thể cao tới hàng trăm mét. Các tảng nhỏ hơn (dày từ 0,5 đến 1 m) cũng gây ra những vấn đề cho tàu thuyền. Thềm lục địa sâu có đáy trầm tích băng rất khác nhau trên một khoảng cách nhỏ.
Từ lâu các thủy thủ đã biết đến sự nguy hiểm của vùng biển từ vĩ tuyến 40 đến vĩ tuyến 70, sóng cao cùng gió mạnh liên tục thổi khắp trên đại dương do không bị vùng đất lớn nào cản trở, thêm vào đó băng trôi, đặc biệt từ tháng 5 đến tháng 10, càng khiến nơi đây trở nên thêm nguy hiểm. Nguồn lực tìm kiếm cứu hộ là khan hiếm do mức độ hẻo lánh và xa cách.

## Hải dương học

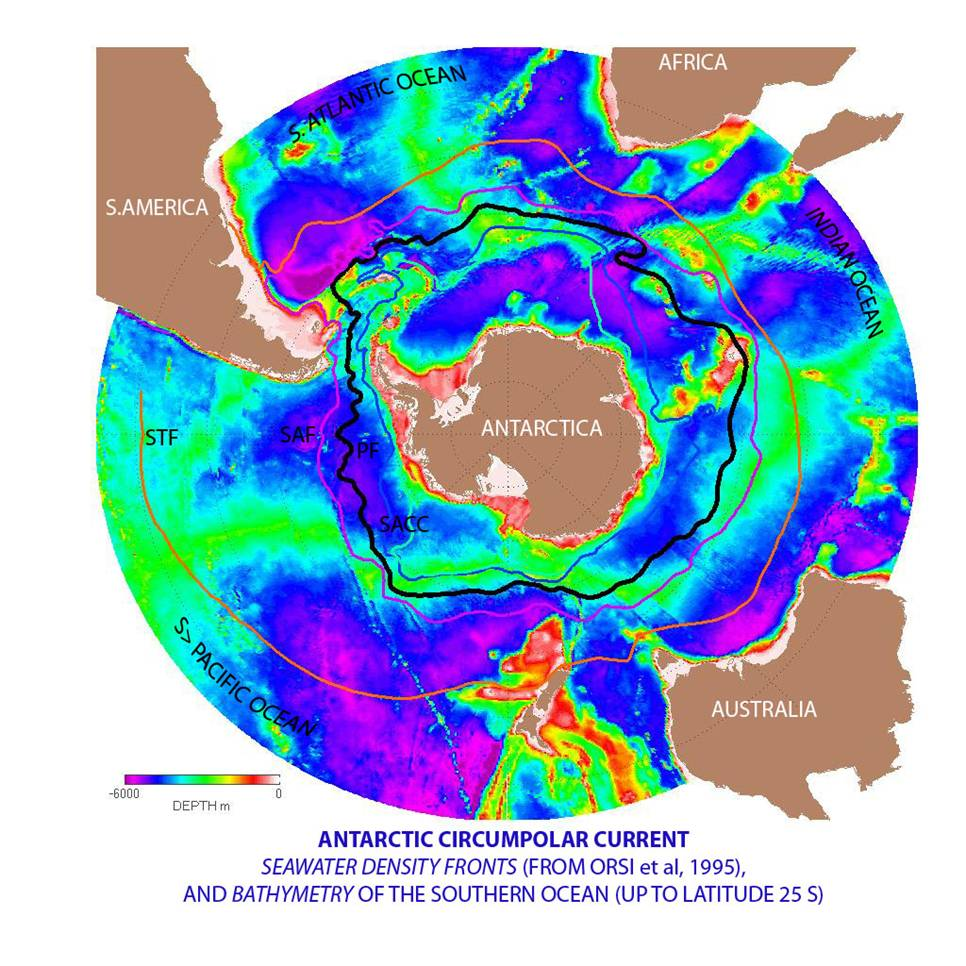
Hải lưu vòng Nam Cực (ACC) nối với Đại Tây Dương, Ấn Độ Dương và Thái Bình Dương là hệ thống hải lưu mạnh nhất thế giới.

### Hải lưu vòng Nam Cực và đới hội tụ Nam Cực
Hải lưu vòng Nam Cực chuyển động không ngừng theo hướng Đông tạo thành một vòng lặp kín có chiều dài 21.000 (km) (13.000 dặm). Đây là hải lưu lớn nhất thế giới với lưu lượng nước lên tới khoảng 100-150 triệu m³/s.
Một vài quy trình hoạt động dọc duyên hải châu Nam Cực đã tạo ra những loại khối nước đặc trưng ở Nam Đại Dương mà không nơi nào khác có. Một trong số đó là khối nước đáy Nam Cực; một vùng nước rất lạnh, nặng và mặn hình thành dưới lớp băng biển.
Liên đới với hải lưu vòng là đới hội tụ Nam Cực quanh châu Nam Cực, đây là nơi mà dòng chảy lạnh từ vùng Nam Cực lên phương Bắc gặp phần nước tương đối ấm của vùng cận Nam Cực. Nước của vùng Nam Cực chủ yếu chìm xuống dưới nước của vùng cận Nam Cực, sự pha trộn và nước trồi tạo ra một vùng có dinh dưỡng rất cao, tạo điều kiện cho sự tồn tại của một số loại sinh vật như thực vật phù du, động vật giáp xác chân chèo (copepoda) và Euphausia superba (moi lân Nam Cực). Chuỗi thức ăn hệ quả hỗ trợ sự sống cho cá, cá voi, hải cẩu, chim cánh cụt, hải âu mày đen và vô số loài khác.
Đới hội tụ Nam Cực được xem là ranh giới tự nhiên tốt nhất hạn định sự mở rộng lên phía bắc của Nam Đại Dương.

### Nước trồi
Hiện tượng nước trồi quy mô lớn được phát hiện thấy ở Nam Đại Dương. Gió Tây mạnh thổi quanh châu Nam Cực về phía đông làm dạt một lượng nước đáng kể lên phía bắc. Đây thực tế là một dạng nước trồi đới bờ. Bởi không có lục địa nào ở dải vĩ độ giữa Nam Mỹ và cực Bắc của bán đảo Nam Cực, một số phần nước nằm ở độ sâu lớn bị cuốn lên trên. Trong nhiều mô hình số và những tổng hợp quan sát, nước trồi ở Nam Đại Dương điển hình cho những phương thức chủ yếu khiến cho phần nước nặng sâu ở dưới bị vận chuyển lên bề mặt. Hiện tượng nước trồi do gió, tuy nông hơn, cũng được tìm thấy ở ngoài khơi duyên hải phía tây Bắc và Nam Mỹ, Tây Bắc và Đông Nam châu Phi, và Tây Nam và Đông Bắc Australia, tất cả đều có liên đới với hoàn lưu áp cao cận nhiệt đại dương.

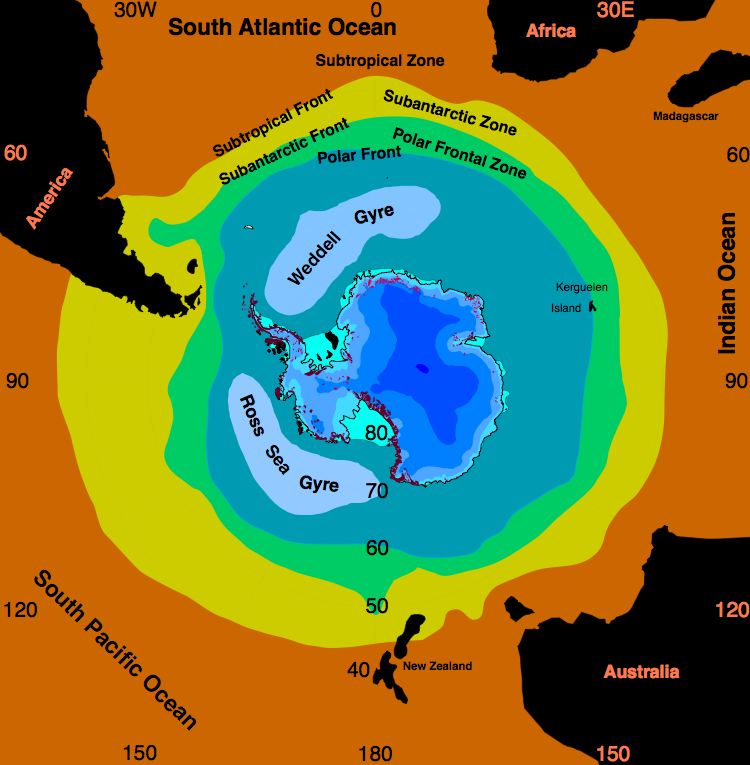
Vị trí các hoàn lưu ở Nam Đại Dương.

### Hoàn lưu Ross và Weddell
Ross và Weddell là hai hoàn lưu tồn tại trong lòng Nam Đại Dương. Vị trí của chúng tương ứng tại biển Ross và biển Weddell và cả hai đều chuyển động theo chiều kim đồng hồ. Các hoàn lưu này hình thành do sự tương tác giữa hải lưu vòng Nam Cực và thềm lục địa Nam Cực.
Ở vùng trung tâm hoàn lưu Ross có băng biển duy trì. Có một vài bằng chứng chỉ ra hiện tượng ấm lên toàn cầu đã làm giảm phần nào độ mặn trong nước của hoàn lưu Ross kể từ thập niên 1950.
Vùng trung tâm hoàn lưu Weddell có năng suất rất cao nhờ phần nước lạnh giàu dinh dưỡng phía dưới bị cuốn lên bề mặt bởi hiện tượng nước trồi.

## Khí hậu
Nhiệt độ nước biển Nam Đại Dương dao động từ -2 đến 10 °C (28 đến 50 °F). Các cơn bão xoáy di chuyển về phía đông xung quanh lục địa Nam Cực và thường trở nên rất mạnh do sự tương phản nhiệt độ giữa vùng đóng băng và vùng ngoài đại dương. Xét về mặt trung bình, khu vực đại dương từ khoảng vĩ tuyến 40° Nam tới vòng Nam Cực là nơi có gió mạnh nhất trên Trái Đất. Vào mùa đông đại dương đóng băng; ở phần Thái Bình Dương băng lan tới vĩ tuyến 65° Nam còn ở phần Đại Tây Dương là vĩ tuyến 55° Nam, nhiệt độ nước bề mặt xuống dưới 0 °C. Tuy nhiên tại một số điểm ven biển, gió mạnh thổi liên tục từ lục địa Nam Cực đã giữ cho đường bờ biển không bị đóng băng trong suốt mùa đông.

## Sự đa dạng sinh học

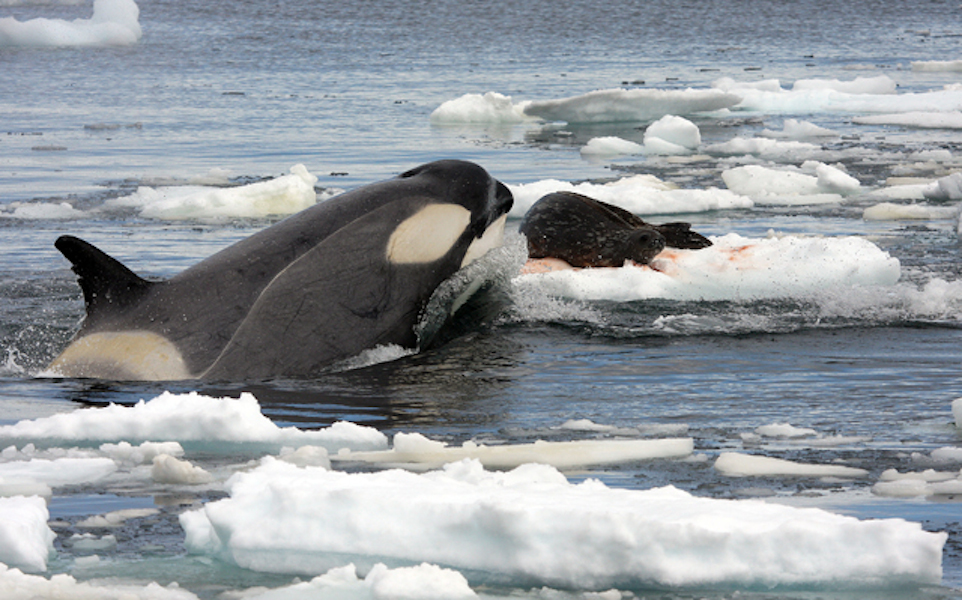
Cá voi sát thủ (Orcinus orca) đang săn bắt một con hải cẩu Weddell ở Nam Đại Dương.

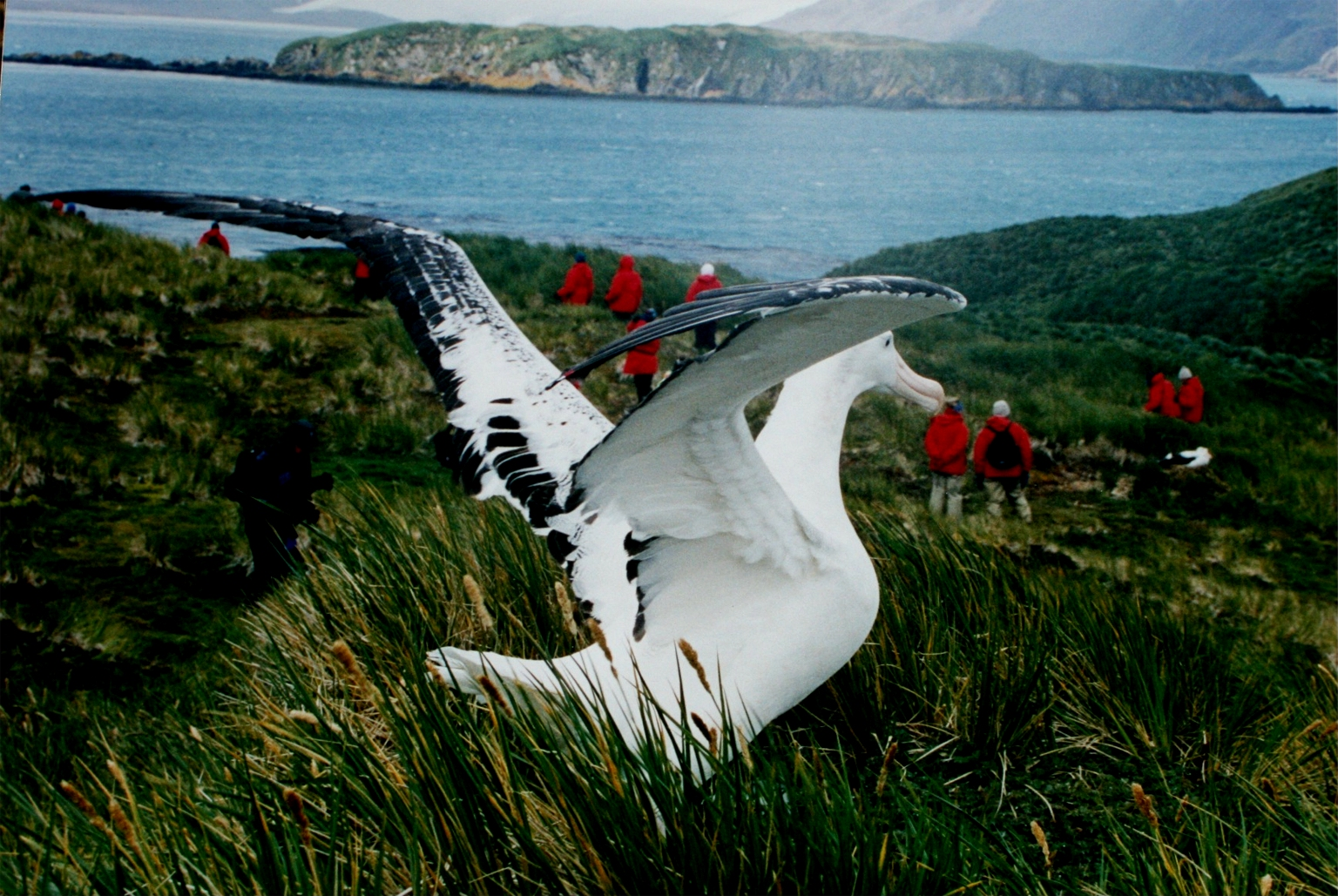
Một con Diomedea exulans (hải âu cánh trắng) ở Nam Georgia

Nhiều loài động vật biển khác nhau tồn tại và dựa trực tiếp hay gián tiếp vào thực vật phù du ở Nam Đại Dương. Các loài động vật biển Nam Cực gồm có chim cánh cụt, cá voi xanh, cá voi sát thủ, mực khổng lồ và hải cẩu lông mao. Chim cánh cụt hoàng đế là loại chim cánh cụt duy nhất sinh sản vào mùa đông ở châu Nam Cực, trong khi chim cánh cụt Adélie sinh sản ở vùng xa về phía nam hơn bất kỳ loại chim cánh cụt nào khác. Chim cánh cụt Rockhopper có đôi mắt màu đỏ, lông mày vàng, mỏ màu cam cùng những chiếc lông nhọn trên đầu. Cánh cụt vua, quai mũ, và Gentoo cũng sinh sản ở vùng Nam Cực.
Vào thế kỷ 18 và 19, hải cẩu lông mao Nam Cực bị các nước Mỹ và Anh săn bắt rất nhiều để lấy da. Hải cẩu Weddell, một loại "hải cẩu thực sự", được đặt theo tên của Sir James Weddell, trưởng đoàn thám hiểm săn hải cẩu người Anh ở biển Weddell. Moi lân Nam Cực thường tập hợp thành bầy lớn là loài chủ chốt của hệ sinh thái Nam Đại Dương đồng thời là nguồn thức ăn quan trọng cho cá voi, hải cẩu, mực, cá (notothenioidei), chim cánh cụt, hải âu mày đen và nhiều loài chim khác.
Cộng đồng sinh vật dưới đáy biển Nam Đại Dương phong phú và đông đúc. Do môi trường đáy biển rất tương đồng khắp quanh vùng Nam Cực, có thể tìm thấy hàng trăm loài ở mọi hướng quanh lục địa, phổ biến còn có những loài vật khổng lồ sống ở vùng nước sâu.
Một cuộc điều tra sự sống dưới biển với sự tham gia của khoảng 500 nhà nghiên cứu được tiến hành trong năm địa cực quốc tế đã tiết lộ một số kết quả đáng chú ý. Có hơn 235 sinh vật biển sống ở cả hai vùng cực; một số loại động vật biển có vú và chim thực hiện những chuyến hành trình khứ hồi thường niên. Đáng ngạc nhiên hơn là những dạng sống nhỏ như hải sâm và các loài sên bơi tự do cũng được tìm thấy ở cả hai đại dương vùng cực. Những nhân tố khác nhau có thể hỗ trợ cho sự phân bố của chúng như: nhiệt độ nước ở dưới sâu là khá đồng nhất giữa các vùng cực và xích đạo với mức chênh lệch không quá 5 °C và những hệ thống hải lưu lớn hay "băng tải dưới biển" đã vận chuyển trứng và ấu trùng.

### Các loài chim
Vùng bờ biển nhiều đá của lục địa Nam Cực cùng những hòn đảo ngoài khơi cung cấp không gian cư ngụ, làm tổ cho hơn 100 triệu con chim vào mỗi mùa xuân. Có thể kể ra một vài loài như hải âu mày đen, petrel, chim cướp biển, mòng biển và họ nhàn. Anthus antarcticus chuyên ăn sâu bọ là loài đặc hữu của nhóm đảo Nam Georgia và một số hòn đảo nhỏ xung quanh. Những con vịt nước ngọt cũng cư ngụ tại Nam Georgia và quần đảo Kerguelen.
Tất cả những con chim cánh cụt không bay được đều hiện diện ở Nam bán cầu với khu vực tập trung đông nhất là tại hoặc xung quanh châu Nam Cực. Bốn trong số 18 loài chim cánh cụt sống và sinh sản ở lục địa Nam Cực và những hòn đảo ngoài khơi gần đó. Bốn loài khác sống trên những hòn đảo tọa lạc ở vùng cận Nam Cực. Chim cánh cụt hoàng đế có bộ lông bốn lớp dày giúp giữ ấm cơ thể. Chúng là loài động vật duy nhất ở vùng Nam Cực sinh sản trong mùa đông.

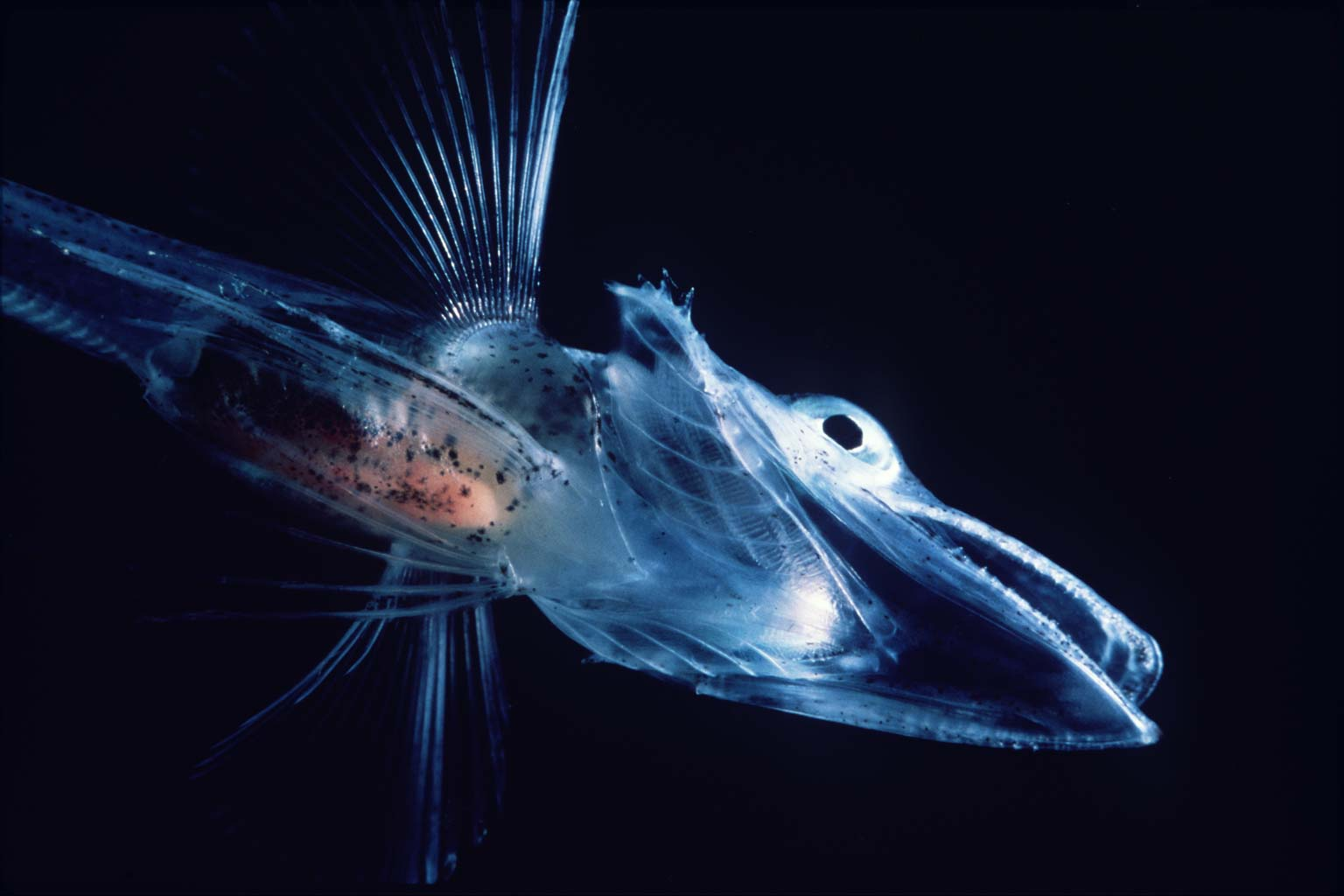
Một con cá thuộc phân bộ Notothenioidei.

### Cá
Có rất ít loài cá sinh sống ở Nam Đại Dương. Họ Channichthyidae, hay còn gọi là cá máu trắng, duy nhất phát hiện thấy ở đại dương này. Sở dĩ có tên cá máu trắng là do trong máu của chúng thiếu hemoglobin (huyết sắc tố), hệ quả làm máu trở nên không màu. Champsocephalus gunnari, một loài thuộc họ Channichthyidae, là một trong những loài cá phổ biến nhất ở vùng nước ven bờ có độ sâu nhỏ hơn 400 mét (1.312 ft); tuy nhiên chúng từng bị đánh bắt quá mức trong những thập niên 1970 và 1980. Những bầy cá băng (Notothenioidei) dành cả ngày dưới đáy biển, đến đêm thì chúng ngoi lên tầng nước cao hơn để ăn phiêu sinh vật và các loài cá nhỏ.
Chi Dissostichus có hai loài, Dissostichus mawsoni và Dissostichus eleginoides. Cả hai sống ở dưới đáy có độ sâu dao động từ 100–3.000 m (328–9.843 ft) và có thể sinh trưởng tới chiều dài 2 m (7 ft), cân nặng 100 kg (220 lb) cùng tuổi thọ 45 năm. Trong khi loài Dissostichus mawsoni sống gần lục địa Nam Cực thì loài Dissostichus eleginoides lại sống ở vùng nước cận Nam Cực tương đối ấm hơn. Để đối phó với nhiệt độ nước biển thấp quanh lục địa Nam Cực, loài Dissostichus mawsoni sở hữu protein chống đông trong máu và mô. Đây đều là những loài cá có giá trị thương mại và việc đánh bắt quá mức bất hợp pháp đã khiến số lượng của chúng giảm xuống.
Một nhóm cá phong phú khác là chi Notothenia, những loài thuộc chi này cũng sở hữu protein chống đông trong cơ thể như Dissostichus mawsoni.

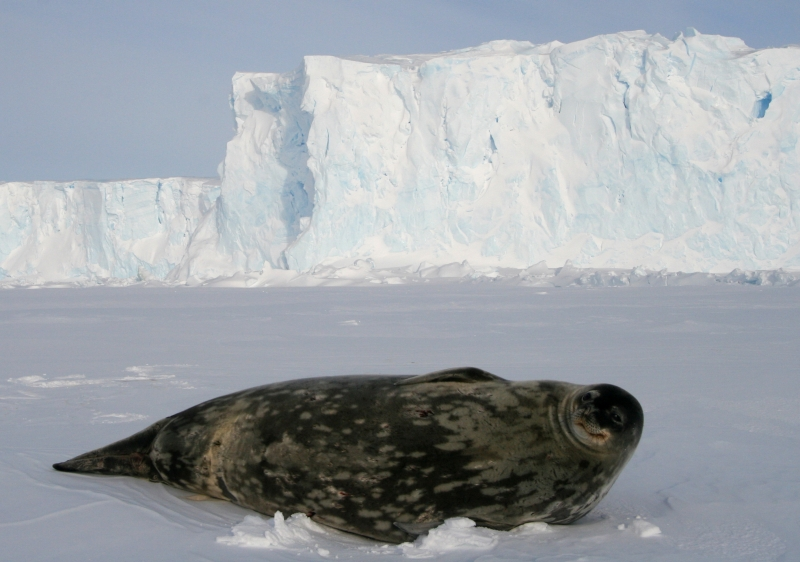
Hải cẩu Weddell (Leptonychotes weddellii), loài động vật có vú có phạm vi phân bổ xa về phía nam nhất.

### Động vật có vú

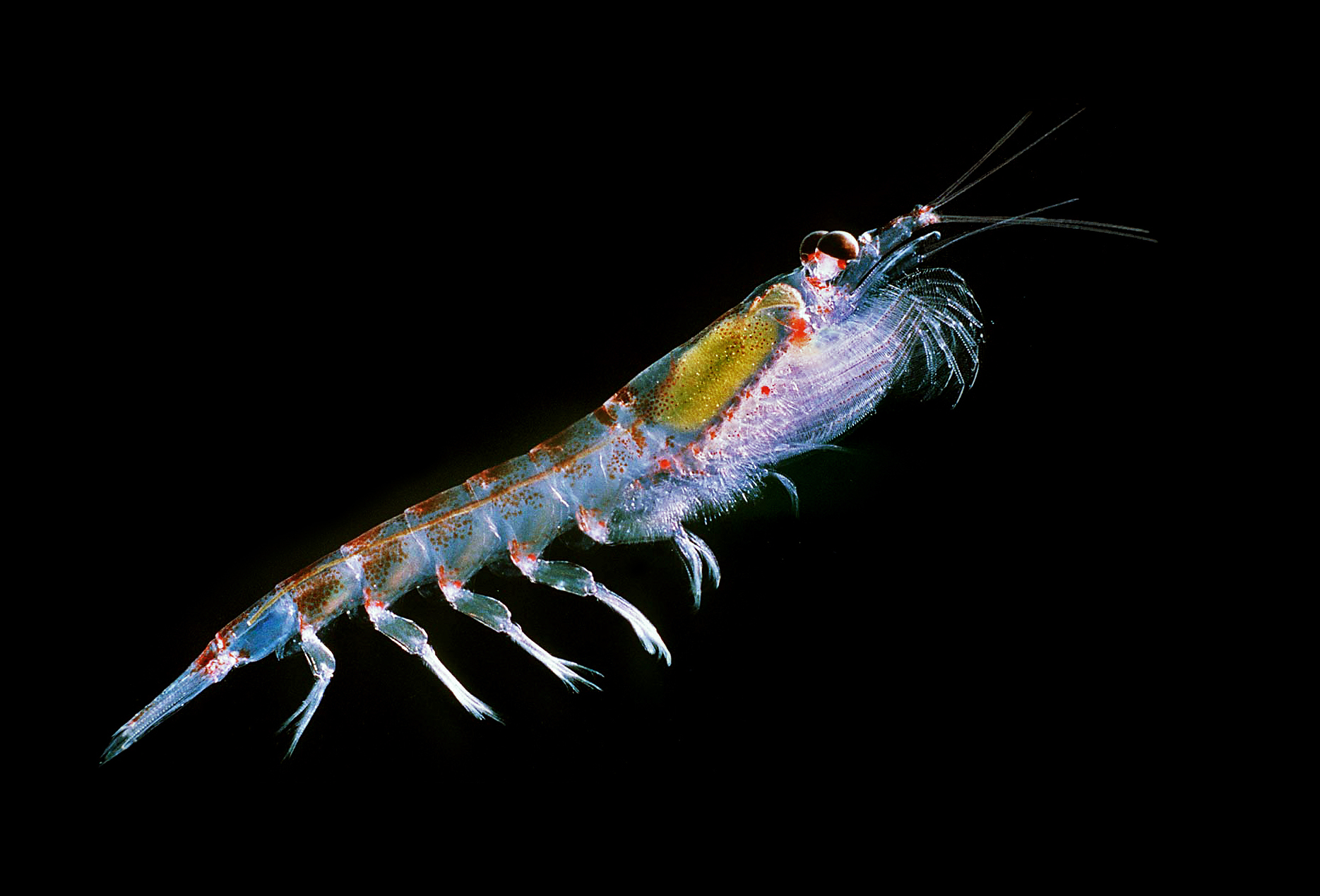
Moi lân Nam Cực (Euphausia superba) là một loài chủ chốt trong mạng lưới thức ăn.

Có bảy loài động vật chân màng cư ngụ ở châu Nam Cực. Lớn nhất là chi Hải tượng (Mirounga leonina), những loài thuộc chi này có thể nặng tới 4 tấn (8.818 lb), trong khi những con cái của loài nhỏ nhất, hải cẩu lông mao Nam Cực (Arctocephalus gazella), có cân nặng chỉ 150 kg (331 lb). Hai loại này sống ở phía bắc vùng nước đóng băng và sinh sản trên bãi biển với số lượng mỗi nhóm tầm một hai con đực và nhiều con cái. Có bốn loài khác có thể sống trên lớp băng bề mặt biển. Hải cẩu ăn cua (Lobodon carcinophagus) và hải cẩu Weddell (Leptonychotes weddellii) sinh sản theo bầy đàn còn hải cẩu báo và (Hydrurga leptonyx) hải cẩu Ross (Ommatophoca rossii) sống đơn độc. Hải cẩu sinh sản trên băng hoặc trên đất liền, còn lại chúng dành phần lớn thời gian hoạt động và săn mồi dưới lớp băng biển, trong nước tương đối ấm có nhiệt độ ổn định dao động nhỏ ở khoảng gần 1 °C.
Bốn loại hải cẩu cư ngụ trên những khối băng quanh châu Nam Cực được cho là chiếm khoảng 50% hoặc hơn tổng số hải cẩu trên thế giới. Với số lượng khoảng 15 triệu con, hải cẩu ăn của là một trong số những loài động vật đông nhất trên hành tinh. Sư tử biển New Zealand (Phocarctos hookeri), một trong những loài động vật chân màng hiếm nhất và phân bổ hẹp nhất, hầu như chỉ sinh sản ở quần đảo Auckland thuộc vùng cận Nam Cực, dù phạm vi phân bổ của chúng từng là rộng hơn. Hải cẩu Weddell sinh sống ở vùng xa về phía nam nhất trong số tất cả các loài có vú cố định nơi đây.
Có 10 loài thuộc bộ cá voi được tìm thấy ở Nam Đại Dương, sáu thuộc phân bộ cá voi tấm sừng hàm và bốn thuộc phân bộ cá voi có răng. Loài lớn nhất trong số này là cá voi xanh (Balaenoptera musculus) với chiều dài khoảng 30 m (98 ft) và cân nặng 173 tấn. Phần lớn trong số này là loài di trú, chúng di chuyển tới vùng biển nhiệt đới trong quãng thời gian mùa đông ở vùng Nam Cực.

### Động vật chân khớp
Con người đã tìm thấy năm loài moi lân, những sinh vật giáp xác nhỏ bơi tự do, ở Nam Đại Dương. Moi lân Nam Cực (Euphausia superba) là một trong số những loài động vật dồi dào nhất trên Trái Đất với tổng trọng lượng (sinh khối) cỡ khoảng 500 triệu tấn. Mỗi cá thể của loài này dài 6 cm (2,4 in) và nặng 1 gram (0,035 oz). Những bầy moi lân với mật độ 30.000 cá thể trên một m³ (35 ft m³) có thể trải dài hàng km và làm nước biển chuyển màu đỏ. Ban ngày chúng thường ở dưới sâu, tới ban đêm thì ngoi lên để ăn phiêu sinh vật. Sự tồn vong của rất nhiều loài động vật lớn phụ thuộc vào moi lân. Vào mùa đông khi mà thức ăn trở nên khan hiếm, moi lân Nam Cực trưởng thành có thể quay trở lại giai đoạn chưa trưởng thành, dùng chính cơ thể bản thân làm nguồn dinh dưỡng.
Nhiều loài giáp xác sống dưới đáy có chu kỳ sinh sản không theo mùa. Glyptonotus antarcticus là một loài giáp xác chân đều sống dưới đáy lớn bất thường, đạt tới chiều dài 20 cm (8 in) và cân nặng 70 gram (2,47 oz). Các loài thuộc bộ Amphipoda (động vật chân sóng bên) tập trung ở các lớp trầm tích mềm và ăn nhiều loại thức ăn từ tảo cho tới những loại động vật khác.
Nhện biển là một nhóm động vật thường gặp. Những loài này di chuyển chậm, đôi khi phát triển tới cỡ bàn tay người. Thức ăn của chúng là san hô, bọt biển, và động vật hình rêu.

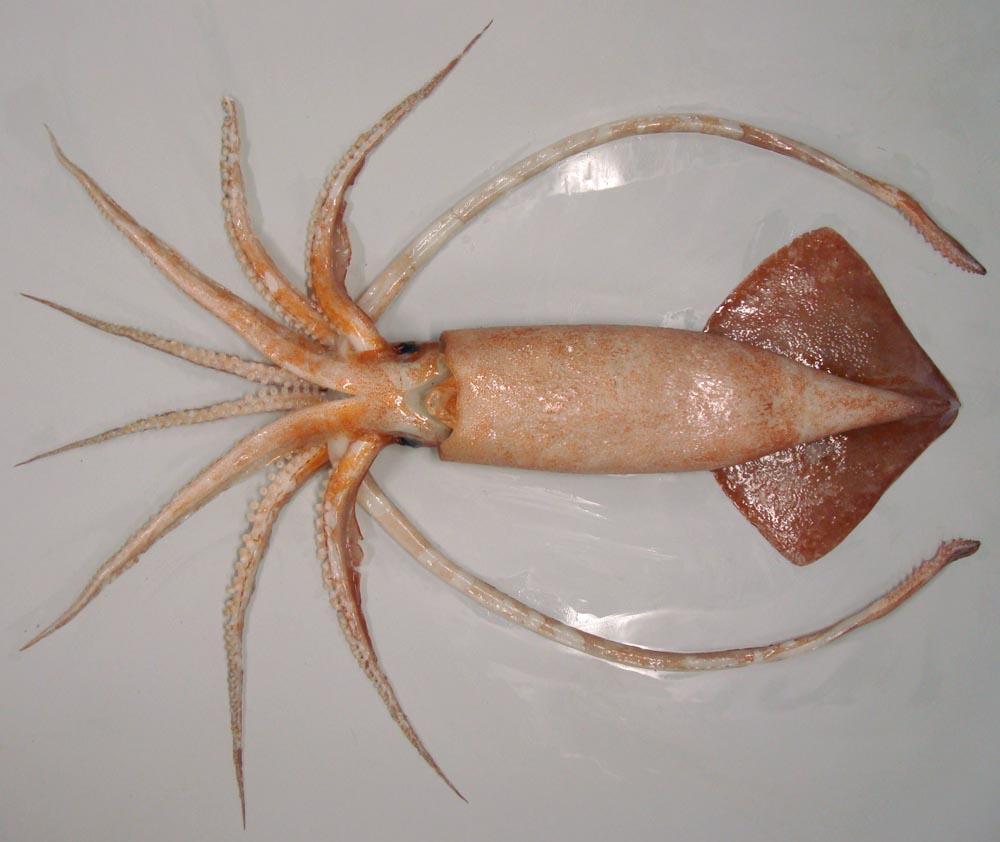
Một con mực Onykia ingens cái.

### Động vật không xương sống
Có nhiều loài động vật thân mềm thủy sinh hiện diện ở Nam Đại Dương. Loài Adamussium colbecki thuộc lớp thân mềm hai mảnh vỏ thường được tìm thấy tại độ sâu nhỏ hơn 100 m và loài Laternula elliptica cũng sống ở vùng nước nông trên những bề mặt bùn cát. Có khoảng 70 loài động vật chân đầu tồn tại ở Nam Đại Dương, lớn nhất trong số đó là những loài thuộc chi mực khổng lồ (Architeuthis) với chiều dài con cái ước tính tối đa khoảng 13 m (43 ft); chúng là loài động vật không xương sống lớn thứ hai thế giới còn tồn tại, chỉ xếp sau loài Mesonychoteuthis hamiltoni cũng sinh sống ở Nam Đại Dương. Mực gần như chiếm toàn bộ khẩu phần ăn của Thalassarche chrysostoma (hải âu mày đen đầu xám) và cá nhà táng, đặc biệt loài Onykia ingens là mồi ngon của rất nhiều loại động vật khác nhau.
Chi Abatus thuộc lớp cầu gai thường đào bới những lớp trầm tích và ăn các chất dinh dưỡng mà chúng tìm được. Vùng nước Nam Cực tồn tại hai loài thuộc họ Salpidae phổ biến là Salpa thompsoni và Ihlea racovitzai. Salpa thompsoni được tìm thấy ở những nơi nước đóng băng, còn Ihlea racovitzai thì thấy tại những vùng vĩ độ cao, gần băng. Bởi giá trị dinh dưỡng thấp, chúng thường chỉ là mồi của cá. Những loài động vật lớn hơn như chim và động vật có vú ở biển chỉ lựa chọn chúng làm con mồi khi những nguồn thức ăn khác trở nên khan hiếm.
Bọt biển Nam Cực là những loài sống dai và nhạy cảm với những sự biến đổi của môi trường do đặc tính của cộng đồng vi sinh vật cộng sinh bên trong chúng. Điều này khiến chúng trở nên có chức năng như dấu hiệu thông báo tình trạng sức khỏe môi trường.

## Môi trường

### Các vấn đề hiện tại
Sự gia tăng bức xạ tia cực tím từ mặt trời – hậu quả của lỗ thủng ozon Nam Cực, đã làm suy giảm hiệu suất của thực vật phù du tới 15% và làm tổn thương DNA của một số loài cá. Việc đánh bắt hải sản bất hợp pháp, không báo cáo và không bị kiểm soát, đặc biệt là loài Dissostichus eleginoides bị đánh bắt ước tính gấp năm đến sáu lần vượt mức quy định, rất có thể ảnh hưởng tới tính bền vững của các loài. Cách thức đánh bắt cá bằng dây dài (longline fishing) gây tỉ lệ tử vong cao cho các loài chim biển.

### Các hiệp ước quốc tế
Tất cả mọi hiệp ước quốc tế về các đại dương trên thế giới đều ứng dụng cho Nam Đại Dương. Ngoài ra vùng này còn đặt dưới các hiệp định đặc biệt sau:
- Khu bảo tồn cá voi Nam Đại Dương của Ủy ban săn bắt cá voi quốc tế (IWC), nghiêm cấm săn bắt cá voi vì mục đích thương mại ở vùng biển phía nam vĩ tuyến 40°N (giữa kinh tuyến 50 và 130°T là phía nam vĩ tuyến 60°N). Nhật Bản thường xuyên không công nhận điều khoản này vì khu bảo tồn vi phạm hiến chương của IWC. Bởi phạm vi khu vực chỉ giới hạn đánh bắt cá voi thương mại, một hạm đội Nhật Bản đã tiến hành cuộc săn cá voi thường niên tại vùng này liên quan tới giấy phép và mục đích săn bắt. Vào ngày 31 tháng 3 năm 2014, Tòa án Công lý Quốc tế (ICJ) ra phán quyết về chương trình đánh bắt cá voi của Nhật Bản mà nước này từ lâu luôn khẳng định vì mục đích khoa học, là vỏ bọc che giấu mục đích thương mại và ngừng cấp mọi giấy phép.
- Công ước về bảo tồn hải cẩu Nam Cực, một phần của Hệ thống Hiệp ước Nam Cực, được ký kết tại thời điểm kết thúc hội nghị đa phương tại London vào ngày 11 tháng 2 năm 1972.[74]
- Công ước về bảo tồn sinh vật biển Nam Cực (CCAMLR), một phần của Hệ thống Hiệp ước Nam Cực. Công ước này có hiệu lực từ ngày 7 tháng 4 năm 1982, mục tiêu là bảo tồn sinh vật biển và tính toàn vẹn của môi trường tại và gần châu Nam Cực. Phần lớn công ước liên quan tới vấn đề sự gia tăng hoạt động đánh bắt moi lân ở Nam Đại Dương có thể có tác động nghiêm trọng tới những quần thể sinh vật biển sống phụ thuộc vào nguồn thức ăn là moi lân.[75] Công ước này áp dụng cho khu vực nằm về phía nam đới hội tụ Nam Cực cũng như vĩ tuyến 60°N.[76]

Nhiều quốc gia phản đối hoạt động thăm dò và khai thác nguồn tài nguyên khoáng vật ở khu vực phía nam đới hội tụ Nam Cực. Hiệp ước Nam Cực áp dụng cho vùng nằm dưới vĩ tuyến 60°N, ngăn cấm những yêu cầu mới về chủ quyền lãnh thổ ở châu Nam Cực.

## Tổng quan về kinh tế
Giai đoạn từ ngày 1 tháng 7 năm 1998 tới 30 tháng 6 năm 1999, sản lượng hải sản đánh bắt là 119.898 tấn, 85% trong số đó là moi lân và 14% là Dissostichus eleginoides (một loài cá). Các hiệp ước có hiệu lực từ cuối năm 1999 nhằm làm giảm hoạt động đánh bắt bất hợp pháp, không báo cáo và vô trật tự. Lượng Dissostichus eleginoides khai thác trong vụ 1998-1999 là vượt quá từ năm đến sáu lần so với mức quy định.

## Các cảng và cầu cảng

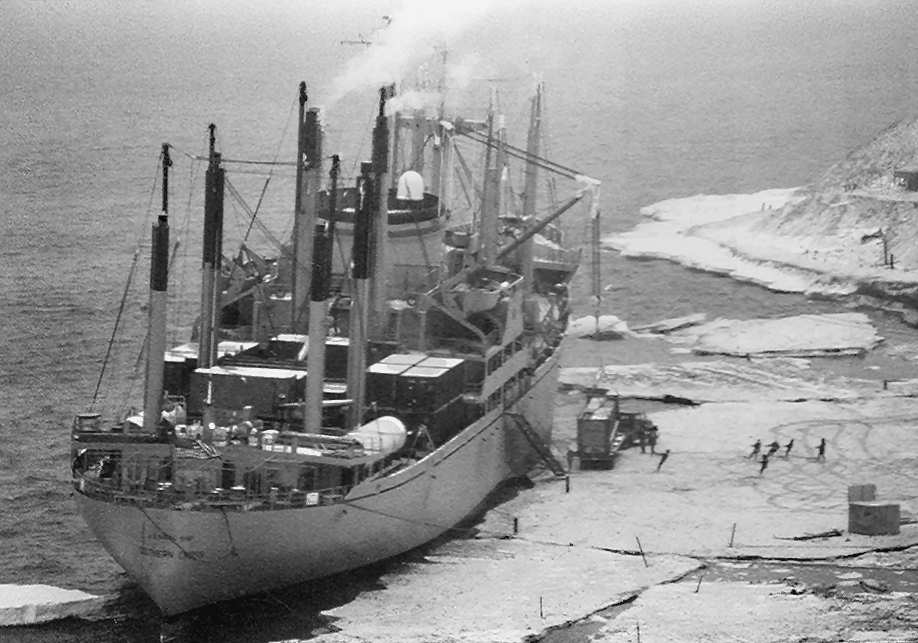
Cầu tàu băng tại trạm McMurdo bị hư hỏng nghiêm trọng, 1983.

Các cảng lớn còn vận hành bao gồm tại: trạm Rothera, trạm Palmer, Villa Las Estrellas, cơ sở Esperanza, trạm Mawson, trạm McMurdo, và những bãi đậu tàu ngoài khơi châu Nam Cực.
Có một số ít cảng hay cầu cảng tọa lạc ở vùng bờ biển phía nam Nam Đại Dương. Tình trạng đóng băng khiến cho hầu khắp khu ven biển chỉ có thể sử dụng trong giai đoạn giữa hè, thậm chí cả khi đó cũng cần thiết phải có những con tàu phá băng hộ tống. Hầu hết cảng biển Nam Cực được điều hành bởi các trạm nghiên cứu của chính phủ và không tiếp nhận tàu tư nhân hay thương mại trừ trường hợp khẩn cấp. Tàu ở bất kỳ cảng nào phía nam vĩ độ 60°N đều phải chịu sự kiểm tra từ những quan sát viên của hiệp ước Nam Cực.
Cảng nằm xa về phía nam nhất là tại trạm McMurdo, tọa độ 77°50′N 166°40′Đ / 77,833°N 166,667°Đ. Vịnh Winter Quarters tạo thành một bến cảng nhỏ tọa lạc ở cực Nam đảo Ross; một cầu tàu băng nổi giứp cảng này có thể hoạt động vào mùa hè. Những nhân viên của chiến dịch Deep Freeze đã xây dựng cầu tàu băng đầu tiên tại trạm McMurdo vào năm 1973.
Dựa theo mô tả ban đầu của IHO năm 1928 về Nam Đại Dương (và mô tả năm 1937 nếu vịnh Đại Úc được xem là một bộ phận), các cảng và cầu cảng của Úc nằm giữa mũi Leeuwin và mũi Otway cũng sẽ được nhận định là ở đại dương này. Chúng bao gồm: Albany, Thevenard, cảng Lincoln, Whyalla, cảng Augusta, cảng Adelaide, Portland, Warrnambool, và bến cảng Macquarie.
Nam Đại Dương cũng là nơi có các cuộc đua thuyền được tổ chức, như Volvo Ocean Race, Velux 5 Oceans Race, Vendée Globe, Jules Verne Trophy và Global Challenge.